# 保田茂
保田 茂（やすだ しげる、1939年6月3日 - ）は、日本の農学者、農学博士。神戸大学名誉教授、兵庫農漁村社会研究所代表。

## 来歴
兵庫県出身。1973年、兵庫県有機農業研究会を設立。事務局長として有機農業の普及につとめる。1974年より「食品公害を追放し安全な食べ物を求める会」を組織し、安全な食べ物を求める消費者運動を推進。日本有機農業学会会長、日本有機農業研究会副理事長を歴任。農業経営・地域活性化分野で活動、農業経営学に有機農業という新しい分野を切り開き、理論と実践を統合。最近では食育に取り組んでいる。
1985年、京都大学農学博士、論文の題は「有機農業の展開過程に関する経済的研究」。
2015年、兵庫県社会賞受賞。

## 著書
- 「有機農業の現代的意義と方法」1976年
- 「産直ームラとまちの連帯―農業問い直しの提言」(共著) 1978年
- 「日本の有機農業―運動の展開と経済的考察」1986年
- 「有機農業運動の到達点」1994年
- 「生き生きと農業をするための勇気」(編集) 2000年
- 「農業聖典」(監訳) 2003年

etc